# Ласки, Кэтрин
Кэтрин Ласки (англ. Kathryn Lasky; род. 24 июня 1944, Индианаполис, Индиана, США) — американская писательница.

## Биография
Бабушки и дедушки Кэтрин Ласки иммигрировали в Америку из Восточной Европы. Родители ее отца приехали из города Николаева в России, спасаясь от погромов и воинской повинности в царской армии. В отличие от Зиппи и ее семьи, они приехали через Канаду и поселились в Миннесоте. Ласки говорит: «Вне зависимости от того, откуда приезжали иммигранты и где они селились, они переживали одно и то же, перед ними стояли одни и те же огромные задачи. Мои бабушки и дедушки умерли к тому времени, когда мне исполнилось три года, но я расспросила своих родителей об их путешествии в Америку. И у меня были тети и дяди, которые все помнили. Самым удивительным мне кажется то, что они, приехав в эту страну, ни слова не могли сказать по-английски. Как дети выучили этот новый для них язык? Как они завели друзей? Как учились в школе?»

## Основные произведения
Ночные стражи
- «Похищение» (The Capture), 2003
- «Путешествие» (The Journey), 2003
- «Спасение» (The Rescue), 2004
- «Осада» (The Siege), 2004
- «Сокрушение» (The Shattering), 2004
- «Вторжение» (The Burning), 2004
- «Наследник» (The Hatchling), 2005
- «Изгнанник» (The Outcast), 2005
- «Первый угленос» (The First Collier), 2006
- «Воспитание принца» (The Coming of Hoole), 2006
- «Быть королем» (To Be a King), 2006
- «Золотое древо» (Golden Tree), 2007
- «Река ветра» (River of Wind), 2007
- «Обман» (Exile), 2008
- «Война углей» (The War of the Ember), 2008
- «Гид по Великому Древу» (Legend of the Guardians: Books One, Two, and Three (omnibus)), 2010

Волки из страны Далеко-Далеко
- «Одиночка» (Lone Wolf), 2010
- «Тень» (Shadow Wolf), 2010
- «Страж» (Watch Wolf), 2011
- «Ледяной» (Frost Wolf), 2011
- «Призрачный» (Spirit Wolf), 2012
- «Звёздный» (Star Wolf), 2013

## Экранизации
В 2010 году вышла экранизация по мотивам первых трёх книг из одноименной серии «Легенды ночных стражей» режиссёра Зака Снайдера.